# Aftenposten

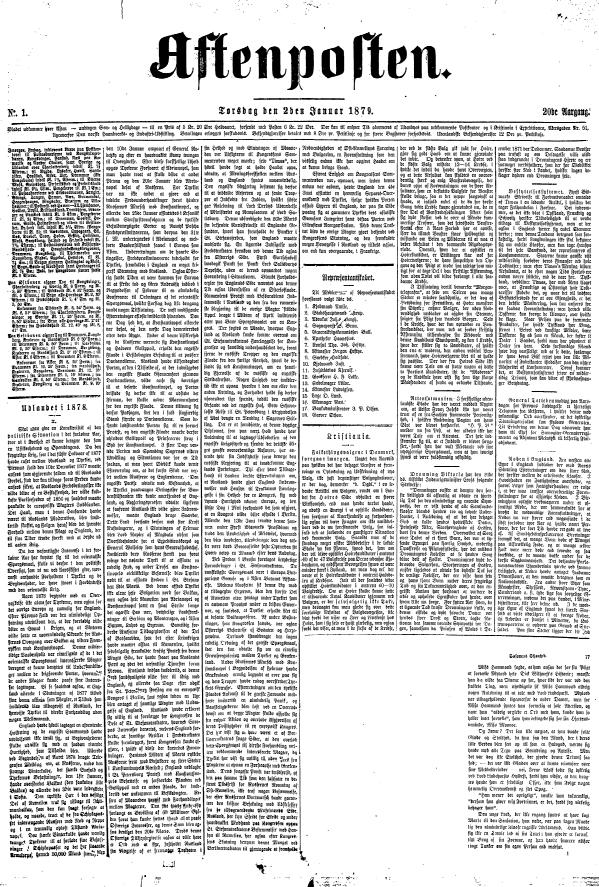
Exemplar del 2 de gener de 1879.

Aftenposten és el segon diari de més tirada de Noruega (rere Verdens Gang) amb seu a Oslo.
Segons la Norwegian Media Businesses' Association, l'any 2003 va vendre 256.000 exemplars en l'edició de matí, 155.400 a la de la tarda i 232.900 en la del diumenge. L'any 2015 va vendre 211.769 exemplars (172.029 exemplars segons la Universitat de Bergen) i s'estima que té 1,2 milions de lectors. Amb una llarga tradició de periodisme seriós i prestigiós, fundat el 14 de maig de 1860, durant molt de temps es va considerar el líder dels diaris noruecs.
És propietat de l'empresa pública noruega Schibsted, que també és propietària del segon diari més gran de Noruega, VG. Els propietaris noruecs a finals de 2015 només tenien un 42% de les accions de Schibsted.
La seva seu central és a Oslo i té uns 740 empleats. El 1995 va començar la seva edició en línia.
Aftenposten va tenir una posició conservadora i va donar suport al partit polític Høyre fins a la ruptura del sistema de premsa del partit al país. Arran d'això, el diari es va posicionar com un diari independent de centredreta. L'any 2005 el seu editor era Hans Erik Matres (2005).